# Мусігаті (комуна)
3°04′ пд. ш. 29°026′ сх. д. / 3.067° пд. ш. 29.433° сх. д.
Мусігаті — одна з комун провінції Бубанза, на північному заході Бурунді. Центр — однойменне містечко Мусігаті. Тут знаходиться 23 коліна.